# Anthicus sacramento
Anthicus sacramento är en skalbaggsart som beskrevs av Chandler 1978. Anthicus sacramento ingår i släktet Anthicus och familjen kvickbaggar. IUCN kategoriserar arten globalt som starkt hotad. Inga underarter finns listade i Catalogue of Life.